# Клисура (Вишеград)
Клисура (серб. Клисура / Klisura) — село в общине Вишеград Республики Сербской Боснии и Герцеговины. В настоящее время село необитаемо.